# 左右田正綱
左右田 正綱（そうだ まさつな）は、戦国時代から江戸時代初期の武将。尾張藩士。

## 略歴
三河国幡豆郡の出身。東条松平家の家老・松井忠次（松平康親）に仕える。永禄3年（1560年）桶狭間の戦いで松平元康（徳川家康）軍に従い、丸根砦攻撃の際には一番乗りの功名を挙げた。永禄12年（1569年）掛川城攻略に従軍。元亀元年（1570年）姉川の戦いでは敵と組み討ちになって危機に陥り、織田信長家臣の野々村正成の助勢によって難を逃れたものの、戦傷によって以後手の指を伸ばすことができなくなったという。天正3年（1575年）長篠の戦いでは鳶ヶ巣山砦攻撃に加わった。
文禄元年（1592年）東条松平家を継いでいた松平忠吉が忍城主となると、正綱は忠吉附きとして600石を与えられる。慶長5年（1600年）関ヶ原の戦いでは富永弥右衛門とともに槍奉行を務めた。慶長12年（1607年）忠吉が亡くなると、尾張に就封された徳川義直に引き続き仕える。慶長19年（1614年）大坂の陣が始まると尾崎定正とともに旗奉行を務め、夏の陣の天王寺の戦いでは敵方に押し崩された尾張勢の立て直しのために奮戦し、戦後に義直から「眼が四つあるようだった」と後々まで称されたという。寛永9年（1632年）88歳で没。嫡男の重次は家督を辞していたため、嫡孫の俊重が家嫡に立てられ家督を継承した。なお重次は正綱の没後に旗奉行に任じられたが、二代続いての就任に人々の羨望を受けたという。